# TrueOS
TrueOS (do roku 2016 PC-BSD,

kdo měl do verze 8.2 samostatné instalátory PBI, bez dependency hell) je svobodný operační systém z rodiny BSD založený na operačním systému FreeBSD. Je určený především pro platformu x86-64 (dříve x86), ale podporuje i architekturu ARMv7.
Od začátku roku 2017 používá TrueOS jako init program OpenRC vyvíjený převážně v rámci Gentoo Linuxu.
První vydání TrueOS pod novým jménem vyšlo v červnu 2017.
Od roku 2018 je TrueOS základem pro operační systém GhostBSD. V roce 2019 byl na TrueOS budován operační systém Project Trident, jehož vývojáři se ale koncem roku rozhodli začít ho stavět na základě Void Linuxu. V roce 2019 někteří z vývojářů TrueOS začali pracovat na operačním systému FuryBSD.
Vývoj softwaru byl v roce 2020 ukončen.

### Minimální požadavky na hardware
- amd64 procesor
- 1 GB paměti RAM
- 20 GB volného místa na HDD
- síťová karta (pro instalaci)

### Doporučené požadavky na hardware
- amd64 procesor
- EFI system partition pro instalaci rEFInd
- 4 GB paměti RAM
- 30 GB volného místa na HDD pro instalaci desktopového prostředí nebo 20 GB pro serverové prostředí
- 50 GB je doporučeno pro instalace se zálohovacími službami
- grafická karta s podporou 3D
- síťová karta